# The Indian Maid's Elopement
The Indian Maid's Elopement è un cortometraggio muto del 1912 diretto da Thomas H. Ince.

## Produzione
Il film fu prodotto dalla Bison Motion Pictures e New York Motion Picture

## Distribuzione
Distribuito dalla Motion Picture Distributors and Sales Company, il film - un cortometraggio in una bobina - uscì nelle sale cinematografiche statunitensi il 5 gennaio 1912.